# 大阪狭山市立南中学校
大阪狭山市立南中学校（おおさかさやましりつ みなみ ちゅうがっこう）は、大阪府大阪狭山市にある公立中学校。他の市立中学校同様に、大阪府の中学校としては珍しく学校給食を実施（学校給食センター方式）している。

## 沿革
地域に狭山ニュータウンが建設されたことにより地域人口が増加し、それに伴って狭山町立狭山中学校（現在の大阪狭山市立狭山中学校）の生徒数も増加した。そのため、1972年に狭山中学校より分離開校した。
開校後さらに生徒数が増加したため、1981年には校区の一部を新設の狭山町立第三中学校（現在の大阪狭山市立第三中学校）校区へ分離している。
- 1972年4月1日 - 狭山町立南中学校として開校。
- 1981年 - 狭山町立第三中学校が開校したことに伴い校区変更。
- 1987年10月1日 - 大阪狭山市の市制施行により、大阪狭山市立南中学校に改称。

## 著名な出身者
- 大江千里（アーティスト）3年生の時、北九州市立霧丘中学校から転校した。
- 口野武史 - 第92回日本陸上競技選手権800メートル競走優勝

## 交通
- 南海高野線 滝谷駅 西へ約2.3km。
- 南海バス 南中学校前バス停。